# SS Monopoli 1966
Società Sportiva Monopoli 1966 is een Italiaanse voetbalclub uit Monopoli die speelt in de Serie C. De club werd opgericht in 1958. De clubkleuren zijn wit en groen.

## Naamswijzigingen
- 1958-1966  Rinascente Calcio Monopoli
- 1966-1994  Associazione Calcio Monopoli
- 1994-2003  Atletico Monipoli
- 2003-2010  Associazione Calcio Monopoli
- 2010-2012  Associazione Sportiva Liberty
- 2012-2014  Società Sportiva Monospolis
- 2014-....  Società Sportiva Monopoli 1966